# Jacob Ferdinand Voet

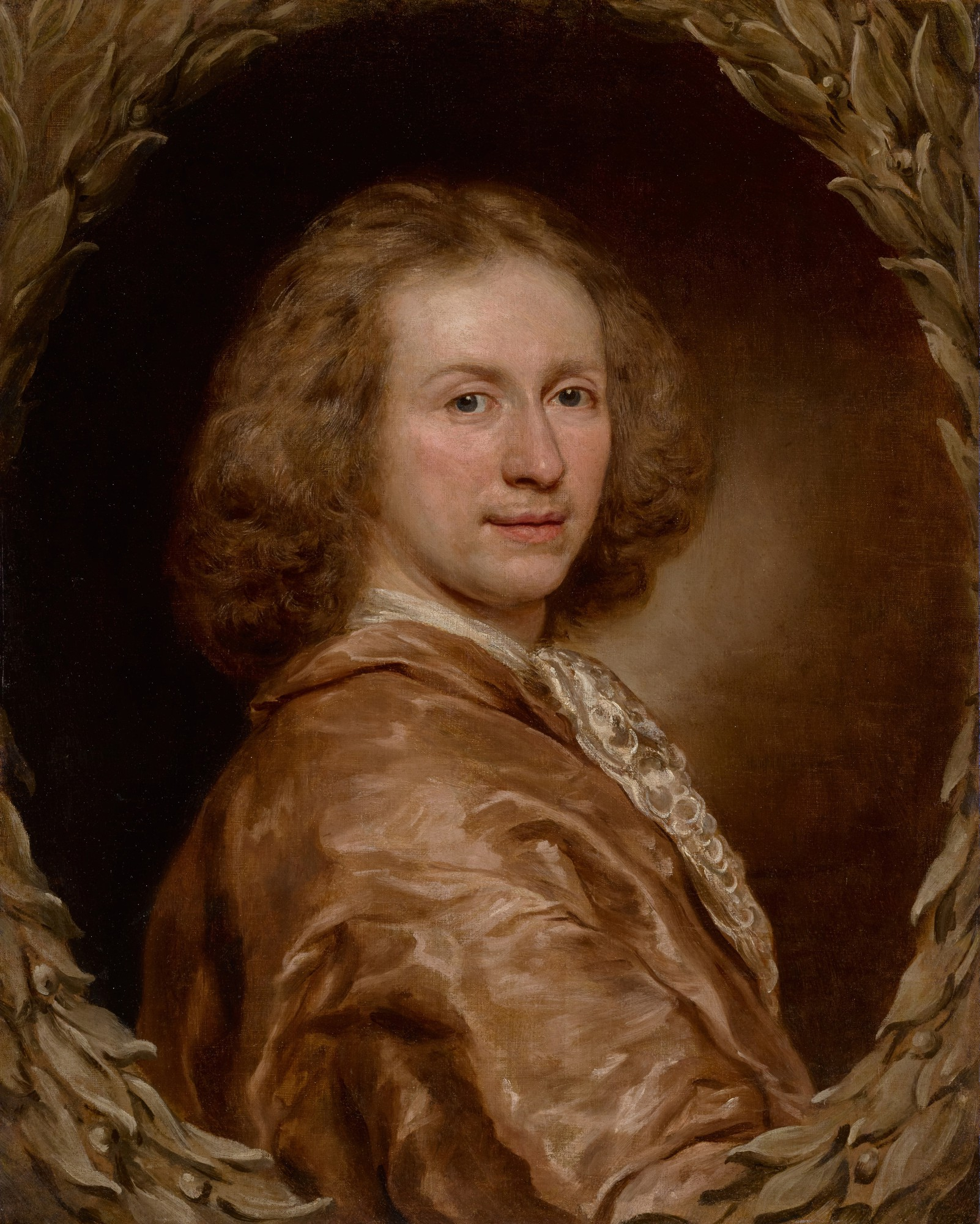
Autoritratto, 1681

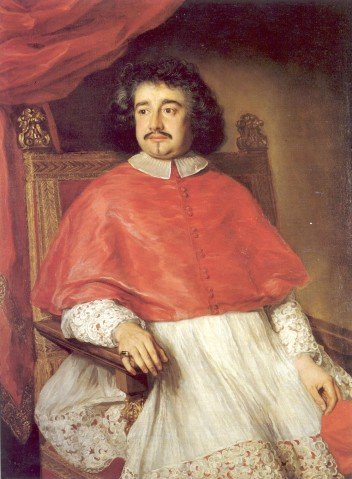
Ritratto del cardinale Flavio Chigi

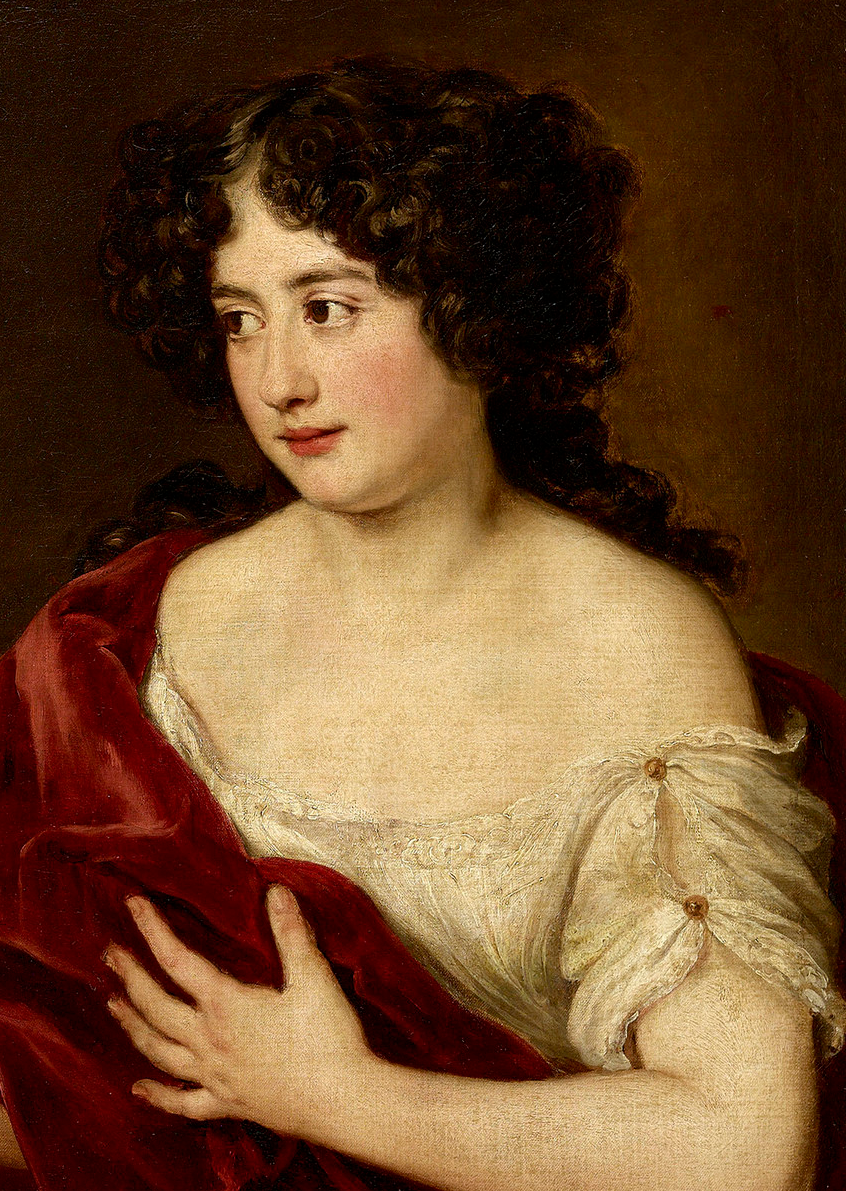
Ritratto di Maria Mancini

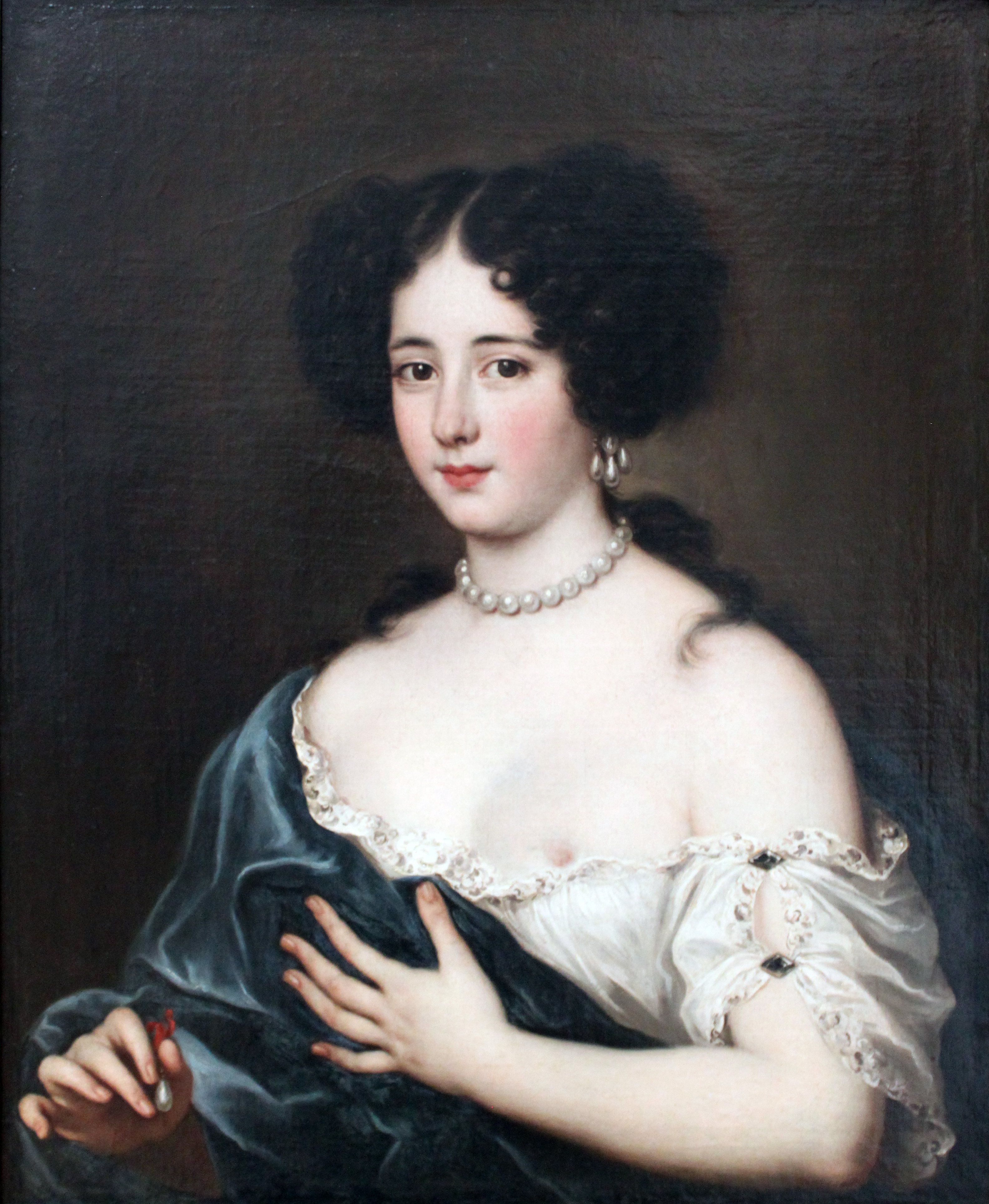
Ritratto di Cleria Cesarini

Jacob Ferdinand Voet (Anversa, 1639 – Parigi, 1689) è stato un pittore fiammingo, famoso come ritrattista del periodo barocco.

## Biografia
Voet fu uno dei massimi specialisti della ritrattistica europea del Grand Siècle, nell’età di Luigi XIV, tra i pontificati Chigi e Odescalchi, dominando il genere ritrattistico per la grande quantità di commissioni ottenute da parte della grande aristocrazia, soprattutto italiana, per oltre trent’anni, dagli anni ’60 agli anni ’80 del Seicento.
Suoi sono i ritratti ufficiali di Cristina di Svezia, dei principi Chigi, Colonna (famiglia), Altieri (famiglia), Odescalchi, Rospigliosi, della nobiltà lombarda e sabauda, di tutti i cardinali, ma anche di ambasciatori spagnoli e dell’est. È stato tra i primi ad eseguire anche ritratti di nobili britannici in viaggio in Italia per il Grand Tour. Nell’ultimo periodo della sua vita fu Pittore di Corte di Luigi XIV (ritratti del Marchese di Louvois o di Philippe de France, etc.).
È stato l’inventore delle “gallerie delle belle”, con ritratti alla moda di nobildonne soprattutto italiane, note in numerose repliche e copie, a partire dalla prima commissionata nel 1672 dal cardinale Flavio Chigi.
Tra i suoi capolavori i ritratti del cardinale Flavio Chigi (Ariccia, Palazzo Chigi), del cardinale Giulio Spinola (Houston, The Museum of Fine Arts), del cardinale Decio Azzolino (Berlino, Staatliche Museum), del cardinale Carlo Cerri (Londra, National Gallery), di Buonamente Augustini (Forlì, Pinacoteca Civica), di Cristina di Svezia, di due gentiluomini in vesti orientali (Racconigi, Castello), di "Maria Mancini che legge il destino alla sorella Ortensia" (Windsor Castle, Royal Collection).
Fu attivo in molte città: a Roma fra il 1663 e il 1679, a Milano nel 1680, a Firenze nel 1681, a Torino fra il 1682 e il 1684, da cui fece ritorno ad Anversa nel 1684. Fra il 1686 e il 1689 intraprese un viaggio alla volta di Parigi ove eseguì ritratti della corte di Luigi XIV, in buona parte da ritrovare, e dove morì nel 1689.
Houbraken racconta che, secondo Jan van Bunnik, Voet aveva disegnato a carboncino i ritratti di tutti i Bentvueghels su una parete intonacata di una locanda di Roma che era loro luogo di ritrovo abituale. Il disegno fu considerato prezioso, perché fu risparmiato quando il muro fu successivamente ridipinto.
È annoverato fra i pittori di corte e i pittori di miniature.

## Stile pittorico
La sua specializzazione sono i ritratti a mezzo-busto in cui tutta l'attenzione è concentrata sul soggetto, che emerge da uno sfondo neutro e scuro. I personaggi ritratti hanno solitamente un'espressione riflessiva con occhi grandi e profondi che risultano l'elemento di maggiore attrazione dello sguardo dell'osservatore. La sua pittura si concentra anche sulle capigliature e sugli elementi decorativi degli abiti dei personaggi che sono eseguiti con una pennellata molto fluida e priva di incertezze.

## Opere principali
- Alençon, Musée des Beaux Arts e de la Dentelle, Ritratto di Augusto Chigi, Ritratto di Francesco Piccolomini (?)
- Ariccia, Palazzo Chigi, Galleria delle Belle e numerosi ritratti, tra cui quello del cardinale Flavio Chigi e di Pietro Banchieri
- Berlino, Staatliche Museum, Ritratto del cardinale Decio Azzolino, Ritratto di Ortensia Mancini come Cleopatra
- Bruxelles, Musée Royaux des Beaux-Arts, Ritratto di gentiluomo
- Firenze, Uffizi, Ritratto di Cristina di Svezia
- Forlì, Pinacoteca Civica, Ritratto di Buonamente Augustini
- Londra, The National Gallery, Ritratto del cardinale de Retz, Ritratto del cardinale Carlo Cerri
- Madrid, Museo del Prado, Ritratto del duca Filippo d'Orléans
- Milano, Museo Poldi Pezzoli, Ritratto del cardinale Benedetto Odescalchi
- Parigi, Petit Palais, Ritratto di dama
- Racconigi, Castello, Ritratto di gentiluomo con colbacco, Ritratto di gentiluomo con turbante
- Roma, Galleria Doria Pamphilj, Ritratto di Anna Pamphilj
- Roma, Galleria Spada, Ritratti di personaggi di casa Spada
- Roma, Palazzo Colonna, Ritratto di Lorenzo Onofrio Colonna
- Saumur (Francia), Castello, Ritratto di cortigiano
- Torino, Museo Civico d'Arte Antica, Ritratto del marchese Angelo Carlo Maurizio Isnardi di Caraglio
- Varsavia, Museo Nazionale, Ritratto del cardinale Jan Kazimierz Denhoff
- Versailles, Castello, Ritratto del Marchese di Louvois
- Windsor Castle, Royal Collection, Maria Mancini che legge il destino alla sorella Ortensia